# Wilhelm Hellesen
Frederik Louis Wilhelm Hellesen, född 2 februari 1836 i Kalundborg, död 22 december 1892 i Frederiksberg, var en dansk uppfinnare och industrialist. Han är känd som en av skaparna av det första torrbatteriet. Hellesen fick patent på den första torrcellen, utfärdat av danska Kongl Patentbyrån, med nr 291.
Hellesen grundade A/S Hellesen som 1889 sålde de första batterierna till danska televerket. Hellesen blev ett välkänt batterimärke i Danmark och även framgångsrikt internationellt med export till 50 länder och fabriker utomlands i London, Berlin och Wien. 1986 köptes A/S Hellesen av Duracell.